# Fedde le Grand
Fedde le Grand (Utrecht, Países Bajos; 7 de septiembre de 1977) es un DJ y productor neerlandés. Se dio a conocer al público con el sencillo "Put your hands up for Detroit" (2006). En 2011 alcanzó su mejor performance en la votación realizada por la revista DJ Magazine llegando al 14.º puesto.
Actualmente ocupa la 33.ª posición.

## Biografía
Desplegó una temprana vocación por la música haciendo sus primeras grabaciones durante la adolescencia. A partir de ahí su carrera progresa y en 1998 empieza a realizar giras por diversos locales holandeses.
Después de terminar la escuela secundaria, Fedde comenzó a actuar en el Danssalon de Eindhoven, uno de los mejores clubes nocturnos de los Países Bajos en aquel momento. Desde 1998, Fedde Le Grand ha estado pinchando en los mejores clubes de los Países Bajos, siendo sus producciones principalmente de un estilo energético y muy bailables.
Fedde Le Grand es también uno de los DJs más innovadores de la actualidad. Creó una fórmula, un gran concierto celebrado simultáneamente en tres avenidas principales en tres diferentes regiones de los Países Bajos, todos ellos con su propio sonido, y dando la oportunidad de que durante sus actuaciones, y en 2004 forma equipo junto con Funkerman y Raf para crear un sello musical, Flamingo Recordings, un sello independiente para promover su trabajo. Esta marca les permitió mantener su identidad bajo tierra y distribuir su música en menos tiempo que la mayoría de las otras etiquetas. Gracias a esto se han establecido en la escena musical internacional con versiones de canciones mezcladas con discográficas como Defected, Ministry of Sound y CR2 Records.
En el año 2006 publica su sencillo Put your hands up for Detroit, con el que se hace conocido internacionalmente. A partir de ahí comienza a hacer colaboraciones con otros artistas de los cuales remezcla sus temas, tales como Camille Jones, Ida Corr o Robbie Williams, y realiza giras y actuaciones por todo el mundo. También graba varios álbumes como un recopilatorio de sus sesiones para Ministry of Sound, y otro de su club Sneakerz en 2006.
Al final del verano de 2006 Put your hands up for Detroit ganó el premio ‘#1 summer anthem of Ibiza’ (Mejor tema del verano en Ibiza). Alcanzó la posición número uno en el chart oficial del Reino Unido ese mismo año en noviembre. Otros países le siguieron y Fedde le Grand tiene cada vez más peticiones de todas partes del mundo. En marzo de 2007 tuvo su primera gira internacional a través de Indonesia, Australia / Nueva Zelanda y Miami. En la Winter Music Conference en Miami, donde terminó su gira, Fedde se llevó a casa tres premios: International Dance Music Awards; Best Breakthrough Solo Artist, Best Breaks/Electro Sound, y Best Underground House Track. También ganó otros dos premios, el Danish Deejay Awards y el Australian MTV Award. Su siguiente tema 'The Creeps', un remix de Camille Jones, alcanzó el top 10 del chart oficial del Reino Unido. Su producción 'Take No Shhh .. " fue un gran éxito dentro de la escena de baile con 'Just Trippin'. Con el proyecto F To The F (con su compañero y socio Funkerman) lanzó el sencillo 'Wheels in Motion' el cual fue haciendo su camino en Europa. La remezcla de Fedde, para Ida Corr, "Let Me Think About It ' fue publicada en mayo de 2007 y fue elegido DanceSmash en la radio holandesa 538 un par de semanas más tarde.
En mayo de 2007, realizó una gira por los Estados Unidos y Canadá, cerrando su gira en China.
Fedde le Grand actuó en el escenario de Ámsterdam del Live Earth el 7 de julio de 2007, con la canción Mirror 070707, para la que contó con la colaboración de la danesa Ida Corr. A ella le produjo su sencillo Let me think about it, publicado el 25 de septiembre de 2007, y que tuvo buena acogida entre el público, alcanzando el número 1 en la lista Billboard de dance en los Estados Unidos.
Además el sencillo alcanzó el N.º 2 en el UK Singles Chart el 7 de octubre de 2007 y permaneció allí durante una semana más. Alcanzó el puesto número 14 en el Australian Singles Chart ARIA, número 58 en el sencillo chart de Polonia y número 11 en la 5FM radio de Sudáfrica. El sencillo alcanzó el puesto 3 en Rumania. En los Estados Unidos fue lanzado por Ida Corr (pero aparece como "Vs Ida Corr. Feddy-le-Grand") y alcanzó el número uno en el Hot Billboard's Dance Airplay el 9 de febrero de 2008, haciéndolo ser el primer sencillo importado de fuera de Estados Unidos en ingresar en el chart, hasta la semana que finalizó el 1 de marzo, cuando Warner Bros. Records adquirió el sencillo para un posterior lanzamiento comercial en EE. UU..
El 23 de septiembre de 2007, Fedde le Grand apareció en la BBC Radio 1's Essential Mix. Recientemente, Fedde le Grand se vio obligado a cancelar su gira por Asia a causa de la gripe, prefiriendo prevenir y no viajar.
2009 fue un gran año para Fedde le Grand. Con una brillante carrera que incluye un gran reconocimiento en todo el mundo, ha sido un año que ha cimentado su reputación siendo uno de los que más visión de futuro tienen y una de las grandes fuerzas creativas de la música en todo el mundo.
En septiembre del año 2009 lanza su álbum debut llamado "Output" que afectó a más de 60 países en todo el mundo, en el cual cuenta con la colaboración de varios artistas entre ellos, Mr. V, Will.I.Am, Camille Jones, Ida Corr y Mitch Crown, entre otros, consagrándose como artista revelación en este género.
En 2013 lanzó el sencillo titulado "Where We Belong" con la colaboración del grupo holandés de rock alternativo Di-Rect, cuyo video oficial fue estrenado el 25 de octubre de 2013 en la cuenta de VEVO de FeddeLeGrandVEVO. Éste logró ubicarse en el número 24 en la lista de éxitos de los Países Bajos. Para su talla de Fedde le Grand ya es un Dj muy cotizado en el mundo, ha llegado a presentarse en festivales como: Tomorrowland, Ultra Music Festival, EDC Vegas, etc.
En 2014 produjo la pista "Lelio" para la cantante japonesa Ayumi Hamasaki incluido en su álbum Colours.
En 2015 fundó un nuevo sello discográfico titulado Darklight Recordings, siendo su primer lanzamiento Tales of Tomorrow, el sencillo en colaboración con Dimitri Vegas & Like Mike con las voces del cantante británico Julian Perretta.

## Discografía

### Álbumes
Álbumes de estudio
| Output (2009) |                                                                       |          |  |
| N.º           | Título                                                                | Duración |  |
| 1.            | «Wild & Raw» (con Rob Birch de Stereo MCs)                            | 4:53     |  |
| 2.            | «Feel Alive» (con will.i.am)                                          | 4:11     |  |
| 3.            | «Scared of Me» (con Mitch Crown)                                      | 2:47     |  |
| 4.            | «Hard Days Work» (con Ida Corr)                                       | 4:02     |  |
| 5.            | «Shotgun» (con Camille Jones)                                         | 6:18     |  |
| 6.            | «Back & Forth» (con Mr V)                                             | 3:22     |  |
| 7.            | «Let Me Be Real» (con Mitch Crown)                                    | 8:20     |  |
| 8.            | «My Faya» (con Andy & Dorothy Sherman)                                | 5:48     |  |
| 9.            | «3 Minutes to Explain» (junto a Funkerman con Andy & Dorothy Sherman) | 3:41     |  |
| 10.           | «Rockin' High» (con Mitch Crown)                                      | 3:51     |  |
| 11.           | «Noise Reduction» (con P.L.F aka Patric La Funk)                      | 3:59     |  |
| 12.           | «Output»                                                              | 4:06     |  |
| 13.           | «New Life (Vs. Danny P-Jazz)» (Fedde Le Grand & Funkerman Re-Edit)    | 4:08     |  |

Compilaciones
- 2007: Sessions (Ministry of Sound)[7]
- 2008: Ibiza Days - Flamingo Nights (Fedde Le Grand & Funkerman) (DJ Magazine)
- 2009: Be at Space Ibiza (Fedde Le Grand & Markus Schulz) (Armada)[8]
- 2010: Toolroom Knights (Mixed by Fedde le Grand) (Toolroom)[9]
- 2011: Sensation Innerspace (Mixed By Fedde Le Grand & Mr White) (ID&T)[10]
- 2016: Something Real

### Sencillos y EP
- 2004: Electronic EP
  - Get This Feeling
  - Jackpot
  - Aah Yeah!
- 2004: The Vibe / Las Vegas (con Robin M)

- 2005: I Miss You
- 2005: Big Funk / Nonstopbodyrock!

- 2006: Bad Ass EP
  - Put your hands up for Detroit
  - Take No Shhh
  - U Know Who
- 2006: Put your hands up for Detroit
- 2006: Just Trippin (Feat. McGee)

- 2007: Take No Shhhhhhhh EP (Pres. The Flamingo Project)
- 2007: Mirror 070707 (with Ida Corr)
- 2007: Wheels In Motion (with Funkerman Pres. “F To The F”)

- 2008: 3 Minutes To Explain (With Funkerman Feat. Dorothy & Andy Sherman from Shermanology)

- 2009: F1 (bajo el alias “FLG”)
- 2009: FLG – Amplifier / Pink Bird
- 2009: FLG, F-Man – The Joker
- 2009: Scared Of Me (feat. Mitch Crown)
- 2009: Output (Sencillo)
- 2009: Let me be Real (With Mitch Crown)
- 2010: FLG, F-Man – An Old Technique
- 2010: Back & Forth (feat. Mr.V)
- 2010: New Life (feat. Funkerman & Dany P-Jazz)
- 2010: Rockin' High
- 2011: Control Room
- 2011: Autosave (feat. Patric La Funk)
- 2011: Running (feat. Mitch Crown, Sultan & Ned Shepard)
- 2011: Metrum
- 2011: So Much Love
- 2012: Gift EP (con Nicky Romero)
  - “Freaky”
  - “Slacking” (Feat. MC Gee)
- 2012: Turn It (con Deniz Koyu & Johan Wedel)
- 2012: Sparks (Turn Off Your Mind) (con Nicky Romero & Matthew Koma)
- 2012: RAW
- 2013: Long Way From Home (con Sultan + Ned Shepard)
- 2013: Rockin' N' Rollin'
- 2013: No Good (con Sultan + Ned Shepard)
- 2013: Lion (Feel The Love) (con Michael Calfan)
- 2013: Where We Belong (con Di-rect)
- 2014: Don't Give Up
- 2014: You Got This
- 2014: Feel the Love (con Michael Calfan; versión vocal con Max'C)
- 2014: Twisted
- 2015: Tales of Tomorrow (junto a Dimitri Vegas & Like Mike con Julian Perretta)
- 2015: Falling (con Niels Geusebroek)
- 2015: Robotic (con Jewelz & Sparks)
- 2015: Take Me Home (con Patric La Funk)
- 2015: Cinematic (con Denny White)
- 2015: The Noise
- 2015: The Noise (Yeah Baby) (feat. Kepler)
- 2015: Feel Good (con Holl & Rush)
- 2016: Keep On Believing
- 2016: Give Me Some (con Merk & Kremont)
- 2016: I Can Feel (con Cobra Effect)
- 2016: Rhythm Of The Night
- 2016: Immortal (feat. Erene)
- 2016: Down On Me
- 2016: Shadows (feat. Jared Lee)
- 2016: Pity Love (feat. Espa)
- 2016: Lost (feat. Jonathan Mendelsohn)
- 2016: Beauty From The Ashes (feat. MoZella)
- 2017: Miracle (feat. Jonathan Mendelsohn)
- 2017: Dancing Together
- 2017: Love's Gonna Get You (con D.O.D)
- 2017: Keep On Rising (Fedde Le Grand vs. Ian Carey)
- 2017: Firestarter (junto a Ida Corr con Shaggy)
- 2017: Coco's Miracle (Fedde Le Grand & Dannic vs. Coco Star)
- 2017: Wonder Years (con Adam McInnis)
- 2017: Let Me Think About It (con Ida Corr)
- 2018: Monsta
- 2018: You Me Got Runnin'
- 2018: Coco's Miracle (con Dannic)
- 2018: Flex
- 2018: Hit The Club
- 2018: The Gaming Beat
- 2018: You Lift Me Up
- 2018: Scream Out Loud
- 2019: All Over The World
- 2019: Like We Do
- 2019: Skank
- 2020: Dancing Shoes (con Josh Cumbee)
- 2020: To The Top (con Marc Bemjamin)
- 2020: 1234 (con Afrojack & MC Ambrush)
- 2020: Clap Your Hands (con Dimitri Vegas & Like Mike & W&W)
- 2020: You Should Now (con Sam Feldt)

### Remixes
2004:
- Anita Kelsey – Every Kiss

2005:
- Funkerman & RAF – Rule The Night
- Erick E – Boogie Down
- Funkerman – The One

2006:
- Tall Paul – Rock da House
- Olav Basoski Feat. Mc Spyder – Like Dis
- Erick E – The Beat Is Rockin'
- Roog & Greg Feat. Anita Kelsey – Wicked World
- The Star Alliance – He's A Runner
- Sharam – PATT (Party All the Time)

2007:
- Freeform Five – No More Conversations
- The Factory – Couldn't Love You More
- Samim – Heater
- Mr. V Feat. Miss Patty – Da Bump (Fedde Le Grand's Flamingo Project Remix)
- Ida Corr – Let Me Think About It
- Camille Jones – The Creeps
- Robbie Williams – Bongo Bong and Je Ne T'Aime Plus
- Ron Carroll – Walking Down The Street (The N Song) (Flamingo Remix by Fedde Le Grand, Funkerman & Raf)

2008:
- Martin Solveig – C'est la Vie (Fedde vs. Martin Club Mix)
- Stereo MCs – Black Gold
- Madonna – Give it 2 Me
- Kraak & Smaak Feat. Ben Westbeech – Squeeze Me
- Will.i.am – The Donque Song (Fedde Le Grand Pinkbird Dub Remix)
- Coldplay – Clocks

2009:
- Cunnie Williams Feat. Monie Love – Saturday
- Many More – Viagria (F.L.G. Remix)
- Sono – Keep Control Plus
- Fatboy Slim – Praise You

2010:
- Benny Benassi Feat. Kelis – Spaceship
- Everything But the Girl – Missing

2011:
- David Guetta Feat. Taio Cruz & Ludacris – Little Bad Girl
- Goldfish – Soundtracks & Comebacks
- Cassius – The Sound of Violence (Fedde Le Grand Private Remix)
- Rye Rye ft. Robyn – Never will be mine
- Coldplay – Paradise

2012:
- Digitalism – Zdarlight (Fedde Le Grand & Deniz Koyu Remix)

2013:
- Nikki Williams – Glowing
- Timeflies – I Choose U

2014:
- Shakira & Rihanna – Can't Remember to Forget You
- Mariah Carey – You're Mine (Eternal)
- Kamaliya – Never Wanna Hurt You (Bad Love, Baby)
- Michael Jackson – Love Never Felt So Good
- Mary Lambert – Secrets
- Naughty Boy feat. Sam Romans – Home
- Nicky Romero & Vicetone feat When We Are Wild – Let Me Feel

2015:
- Madonna feat. Nicki Minaj – Bitch I'm Madonna
- Faithless – Insomnia

2017:
- Fedde Le Grand & Ida Corr – Let Me Think About It (Celebration Club Mix)

## Ranking DJMag
| DJ             | 2007 | 2008 | 2009 | 2010 | 2011 | 2012 | 2013 | 2014 | 2015 | 2016 | 2017 | 2018 | 2019 | 2020 | 2021 | 2022 | 2023 | 2024 |
| -------------- | ---- | ---- | ---- | ---- | ---- | ---- | ---- | ---- | ---- | ---- | ---- | ---- | ---- | ---- | ---- | ---- | ---- | ---- |
| Feede Le Grand | 22°  | 29°  | 29°  | 21°  | 14°  | 26°  | 29°  | 35°  | 35°  | 50°  | 39°  | 22°  | 30°  | 23°  | 19°  | 19°  | 33°  | 40°  |